# Dharamkot
Dharamkot is een nagar panchayat (plaats) in het district Moga van de Indiase staat Punjab. 

## Demografie
Volgens de Indiase volkstelling van 2001 wonen er 15.399 mensen in Dharamkot, waarvan 53% mannelijk en 47% vrouwelijk is. De plaats heeft een alfabetiseringsgraad van 62%. 